# Стадион Либертадорес де Америка
Стадион Либертадорес де Америка (шп. Estadio Libertadores de América) је фудбалски стадион у Авељанеди, провинцији Буенос Ајрес, Аргентина. Дом је фудбалског клуба Индепендијенте, а капацитет стадиона је 49.592 гледалаца.
Првобитни стадион је отворен 4. марта 1928. утакмицом са уругвајским Пењаролом, која је завршена резултатом 2:2. То је био први стадион у Јужној Америци изграђен армираним бетоном. Стадион до 2005. није имао званично име и био је познат као Ла Добле Висера, а те године су чланови и навијачи клуба гласањем изабрали данашњи назив Либертадорес де Америка. Занимљиво је да је стадион Расинга, највећег ривала Индепендијентеа, удаљен само неколико стотина метара.
Стадион је прошао кроз велико реновирање 1960. године, а последње је било између 2007. и 2009, када су трошкови реновирања били око 50 милиона долара. Реновирани стадион је свечано отворен 28. октобра 2009. лигашком утакмицом Индепендијентеа и Колона из Санта Феа, која се завршила победом домаћег тима са 3:2.
Био је домаћин утакмица Копа Америка 1929, као и свих финала међународних такмичења у којима је Индепендијенте играо, 7 Купа Либертадореса (1964, 1965, 1972, 1973, 1974, 1975, 1984), 4 Интерконтиненталног купа (1964, 1965, 1972, 1974), 2 Купа Судамерикана (2010, 2017) и 2 Рекопа Судамерикана (2011, 2018).

## Утакмице репрезентације Аргентине
Фудбалска репрезентација Аргентине је на овом стадиону одиграла укупно 10 утакмица.
| #   | Датум              | Резултат | Противник |
| --- | ------------------ | -------- | --------- |
| 1.  | 30. августа 1928.  | 1:0      | Уругвај   |
| 2.  | 5. фебруара 1933.  | 4:1      | Уругвај   |
| 3.  | 15. августа 1934.  | 1:0      | Уругвај   |
| 4.  | 15. августа 1935.  | 3:0      | Уругвај   |
| 5.  | 9. августа 1936.   | 1:0      | Уругвај   |
| 6.  | 11. новембра 1937. | 5:1      | Уругвај   |
| 7.  | 18. фебруара 1940. | 3:1      | Парагвај  |
| 8.  | 17. марта 1940.    | 5:1      | Бразил    |
| 9.  | 27. октобра 1957.  | 4:0      | Боливија  |
| 10. | 12. октобра 1961.  | 5:1      | Парагвај  |